# Oscularia
Oscularia es un género con 24 especies de plantas suculentas perteneciente a la familia Aizoaceae.

## Especies seleccionadas
- Oscularia alba
- Oscularia caulescens
- Oscularia cedarbergensis
- Oscularia deltoides
- Oscularia pedunculata